# Вишневий вир
«Вишневий вир» (рос. «Вишнёвый омут») — радянський художній фільм 1985 року за однойменною повістю Михайла Алексєєва.

## Сюжет
З десяти років наймит Міша Харламов мріяв про власний яблуневий сад. Уляна, дочка господаря, любила Мішу і вірила в його мрію. Коли дівчину видали заміж за нелюба, вона втратила розум і пішла з села. Не знайшовши Уляни, Михайло посадив в пам'ять про улюблену яблуневий сад. Одного разу під час лютої зими він віддав сад людям, щоб вони могли затопити печі. А навесні на рубаних стовбурах з'явилися нові пагони…

## У ролях
- Валерій Баринов —  Михайло Харламов
- Тетяна Нікітіна —  Уляна
- Любов Полехіна —  Олімпіада, дружина Михайла
- Олексій Ванін —  Гурьян Савкін
- Лев Борисов —  Карпушка
- Валентин Брилєєв —  Подіфор
- Володимир Шакало
- Сергій Грищенко —  Петька

## Знімальна група
- Сценаристи: Михайло Алексєєв, Леонід Головня
- Режисер: Леонід Головня
- Оператор: Олег Мартинов
- Художники: Віктор Зенков, Павло Сафонов
- Композитор: Микола Сидельников